# Escudo de Tenerife

Escudo herádico de Tenerife

El escudo de Tenerife fue concedido por Juana I de Castilla mediante Real Cédula de 23 de marzo de 1510. Al ser la ciudad de La Laguna la capital de la isla durante los primeros tiempos tras la conquista, quedó convertido en emblema municipal de esta localidad. Al crearse en 1912 el Cabildo Insular, esta institución asumió el mismo escudo con algunas modificaciones. Posee la siguiente descripción heráldica:
De oro, una isla de sinople sumada de un volcán (que representa al Teide) en su color escupiendo fuego, todo sobre ondas de azur y plata, adiestrado de un castillo de gules, siniestrado de un león de lo mismo y surmontado del Arcángel San Miguel (patrono de Tenerife) en su color, llevando una lanza en una mano y un escudo en la otra. Bordura de gules, con la leyenda Thenerife Me Fecit. Cabildo Insular de Tenerife en letras de oro. Al timbre, corona real abierta. Para diferenciar su escudo del de la ciudad de La Laguna, el Cabildo Insular añade dos ramas de palma bajo la punta.
Los elementos del escudo simbolizan la incorporación de la isla de Tenerife a la Corona de Castilla y León y su evangelización bajo la advocación de San Miguel, puesto que la isla fue finalmente conquistada el día de la onomástica de este santo, el 29 de septiembre de 1496.